# Coenosia xenia
Coenosia xenia är en tvåvingeart som beskrevs av Malloch 1922. Coenosia xenia ingår i släktet Coenosia och familjen husflugor. Inga underarter finns listade i Catalogue of Life.